# Protorhyssalus goldmani
Protorhyssalus goldmani är en stekelart som beskrevs av Basibuyuk och Donald L.J. Quicke 1999. Protorhyssalus goldmani ingår i släktet Protorhyssalus och familjen bracksteklar. Inga underarter finns listade i Catalogue of Life.